# Geschiedenis van Loosdorf
Dit artikel gaat over de geschiedenis van de in 1849 ontstane Oostenrijkse gemeente Loosdorf in het district Melk in Neder-Oostenrijk en de geschiedenis van het plaatsje Loosdorf van voor 1849.
Het plaatsje Loosdorf ligt aan de weg die Linz met Wenen verbindt, tussen Melk en Sankt Pölten. De kastelen Schallaburg, Albrechtsberg en Sitzenthal liggen dicht bij het centrum van Loosdorf. Vanaf de twaalfde eeuw tot in de negentiende eeuw was Loosdorf vrijwel altijd met kasteel Schallaburg verbonden. Van ca. 1574 tot 1627 was er in Loosdorf een protestants gymnasium waar met name de Neder-Oostenrijkse protestantse adel hun kinderen naartoe stuurde. In 1849 werd Oostenrijk in gemeenten ingedeeld en zo werd ook de gemeente Loosdorf gevormd. Albrechtsberg en Sitzenthal en hun gelijknamige kastelen kwamen bij deze nieuwe gemeente. Kasteel Schallaburg echter kwam bij de gemeente Schollach.
In de negentiende eeuw was Loosdorf de woonplaats van enkele leden van de Pools-Oostenrijkse adellijke familie Ledóchowski. Twee zussen en een broer die in hun jeugd in Loosdorf hebben gewoond, hebben later in hun leven een bijzondere rol in de katholieke kerk gespeeld. Een andere broer maakte een militaire carrière in het Oostenrijkse leger en later in het Poolse leger.
Loosdorf heeft verbindingen met Linz en Wenen. In de zestiende eeuw en later was er hier, zoals bij de meeste plaatsen aan de weg van Linz naar Wenen, een "poststation", waar de postkoets stopte. Sinds 1858 is er een treinstation en tegenwoordig is er bij Loosdorf een afslag van de A1. Omdat Loosdorf in 1584 marktrecht verkreeg, werd het tot 1849 in het Duits "Markt Loosdorf" genoemd en tegenwoordig heet de gemeente in het Duits nog "Marktgemeinde Loosdorf".

## Het ontstaan van de gemeente Loosdorf
De gemeente Loosdorf ontstond bij de Oostenrijkse gemeentelijke indeling van 1849 door het samenvoegen van de plaatsjes Loosdorf, Rohr, Albrechtsberg en Sitzenthal tot één gemeente. Vóór 1849 hoorden deze plaatsjes bij verschillende kastelen of kloosters. De plaats Loosdorf was voor 1849 verbonden met het nabijgelegen slot Schallaburg. Tegenwoordig ligt dit slot binnen de gemeentegrenzen van Schollach. Rohr hoorde voor 1849 bij de abdij van Melk, Albrechtsberg hoorde bij het slot Albrechtsberg en Sitzenthal was een landgoed met een slot, waar pas relatief laat een woonkern bij kwam.

## Oudere namen
Oudere namen voor Loosdorf zijn o.a. Ladestorf (1145), Lahstorf (1250), Loßdorff (1574) en Lostorf (1879).

## Prehistorie
Het gebied rond Loosdorf werd al in de prehistorie bewoond. Op de Wachberg, in de kadastrale gemeente Neubach, werd aan het eind van de jaren 80 van de 20e eeuw een versterkte nederzetting uit het Chalcolithicum ofwel de Kopertijd (5500 - 3300 v.Chr.) ontdekt. Verder zijn er op deze berg een veertigtal urnen en ongeveer evenveel weefstoelgewichtjes van de zeldzame Mödling-Zöbing/Jevišovice-groep gevonden.

## Oudheid
Het gebied waarin Loosdorf ligt maakte in de oudheid oorspronkelijk deel uit van het Keltische koninkrijk Noricum. De Romeinse keizer Augustus maakte, naar de wetenschap aanneemt, Noricum op vreedzame wijze deel van het Romeinse Rijk. Keizer Claudius maakte er de Romeinse provincie Noricum van.
Loosdorf ligt op de landweg die de oude limes-weg langs de Donau ten westen van Melk verbindt met Wenen (tegenwoordig de B1).

## Middeleeuwen
Karel de Grote ondernam in 791 een kruistocht tegen de Avaren ten oosten van de Enns, die eerder als grensrivier tussen Beieren en het land der Avaren gold. In de achtste eeuw woonden er tussen de rivier de Enns en de veel kleinere rivier de Pielach Slaven, Avaren en Germanen (Bajuvaren of Beieren). De Slaven waren als onderdanen van de Avaren uit het oosten gekomen. Van de dunne Beierse bevolking weet men niet of ze tijdens de volksverhuizingen in de vierde eeuw uit het oosten of later uit het westen gekomen waren. De rivier Melk ten westen van de Pielach is waarschijnlijk ook een grensrivier tussen de politieke invloedssfeer van de Avaren en de Germanen geweest, omdat het Slavische woord voor de rivier Melk, "Medjilica", "grensrivier" betekent.

### De graven van Schala
In de 9e en 10e eeuw was bijna het hele gebied tussen de zijriviertjes van de Donau de Melk en de Pielach, waarin Loosdorf ligt, eigendom van de familie Sigharding. In de tweede helft van de 11e eeuw werd dit bezit gedeeld tussen de broers Sighard en Friedrich von Tengling. Sighard kreeg het noordelijke gedeelte en maakte de 'Schallaburg', toen 'Feste Schala' geheten, tot centrum van zijn bezit; Friedrich kreeg het zuidelijke gedeelte en vestigde zich op kasteel 'Peilstein', ten zuiden van de Hiesberg, een berg ten zuiden van Melk. Peilstein was in de vijftiende eeuw al een ruïne. Van het oude kasteel Schallaburg is ook nog maar weinig over, maar er staat nu op die locatie een nieuwer slot met de naam Schallaburg. Het oudste bewaarde gedeelte daarvan is uit de twaalfde eeuw, maar in de zestiende eeuw (en door latere restauraties) kreeg het haar huidige vorm. Schallaburg is tegenwoordig een museum. De graven van Schalla hadden naast andere kleinere plaatjes ook bezittingen in Beieren en grote gebieden ten noorden van de Donau.

### Albrechtsberg en de heren van Perg
Rond 1100 werd kasteel Albrechtsberg gebouwd. Het is genoemd naar Albrecht I von Perg (1120, † 1168), die met een gravin van Schala (van de Schallaburg) getrouwd was. Dit was mogelijk een dochter van Sophie van Oostenrijk, die een dochter van markgraaf Leopold II was. Volgens een andere bron heeft Albrecht I von Perg het kasteel Albrechtsberg zelf laten bouwen. Dan moet het rond 1140 gebouwd zijn. Albrecht I von Perg was voogd van het voormalige klooster St. Pölten en ondervoogd van het klooster Melk.
In het midden van de twaalfde eeuw werd kasteel Sitzenthal gebouwd. Sitzenthal is waarschijnlijk genoemd naar graaf Sighard von Schalla, kortweg Sizo genoemd. De huidige sloten Albrechtsberg en Sitzenthal in de gemeente Loosdorf zijn niet zo groot en anders van vorm dan hun naamgenoten in de twaalfde eeuw waren. De oudste vermelding van Albrechtsberg is in een oorkonde van 1147.
In de twaalfde en dertiende eeuw waren er op de markt in St. Pölten handelaren uit Melk, Loosdorf, Wilhelmsburg, Kilb en Pöchlarn die in grof, rood textiel uit St. Pölten handelden ("das Pöltinger Tuch"), dat op de markt in Wenen doorverkocht werd.

### De parochie Werde
In het midden van de twaalfde eeuw lag er ten zuiden van Loosdorf, tussen de huidige plaatjes Groß-Schollach en Klein-Schollach, een plaatsje Werde, waar waarschijnlijk ook een waterburcht met de naam Werde stond. Een bisschop, Hendrik van Troyes, die in verband met de Tweede Kruistocht in de buurt was, wijdde daar in 1147 een kerk in. De parochie Werde was kort daarvoor door de bisschop van Passau van de parochie Mauer afgesplitst. De parochie Loosdorf bestond nog niet. In 1210 werd de kerk in Loosdorf de parochiekerk in plaats van de kerk in Werde.
De graven van Schala, die op kasteel Schallaburg woonden, stierven in 1190 met het overlijden van Heinrich en Sighard, twee kleinkinderen van eerstgenoemde Sighard, uit.
Op 15 juli 1191 overleed Friedrich II von Perge (1150-1191), de toenmalige leenheer van kasteel Albrechtsberg, in Palestina tijdens de Derde Kruistocht. Het kasteel verviel aan de toenmalige landsvorst.

### Het ontstaan van de parochie Loosdorf
In 1210 werden de parochierechten van Werde aan de kerk in Loosdorf overgedragen. De kerk in Werde werd niet meer onderhouden en verviel tot alleen de funderingen overbleven. De patroonheiligen van de kerk in Loosdorf waren Sint Laurentius en Sint Martinus. Sint Laurentius is waarschijnlijk de naamgever van het dorp Lutisdorf, Lautisdorf, Lobesdorf, Lousdorf of Loosdorf.
Volgens een oude parochie-optekening werd Otto von Ottenstein, de bezitter van het nabijgelegen kasteel Schallaburg, in 1250 door de bisschop van Passau met de parochie "Lahstorf" beleend. Kort na deze vermelding ging dit recht over op de heren Von Zelking.
In de jaren 1251 en 1265 was in het decenaat Loosdorf een pastoor (en later deken) uit Loosdorf bekend, Swickerus Plebanus et Decanus de Losdorf geheten, die als onderzoeker en bemiddelaar in het hele decanaat een groot vertrouwen had verworven. In de dertiende eeuw was Loosdorf al een plaats van regionale betekenis.
In 1286 werd de Schallaburg met de nabijgelegen dorpen als Loosdorf en Inzersdorf voor de helft een lening van de vorst van het Aartshertogdom Oostenrijk Beneden de Enns (toen hertog Albrecht I van Habsburg) en voor de andere helft vrij en eigen bezit van de bezittende familie van dat moment.

### Saffraanteelt en wijnbouw in Loosdorf
In de tijd van de kruistochten werden saffraankrokussen uit het Midden-Oosten naar Oostenrijk meegenomen en geplant. In Melk en Loosdorf gedijden deze plantjes goed. Van delen van de stampers van deze bloemen, de stijlen en stempels, kan men saffraan maken, wat in de middeleeuwen veel als kleur- of verfstof gebruikt werd. Saffraan is ook een smaakstof. In 1259 verkochten Loosdorfse handelaren saffraankleurig textiel in St. Pölten, wat doorverkocht werd op de markt in Wenen. In de late middeleeuwen was Loosdorf tot in Hamburg bekend om zijn goede kwaliteit saffraan en zijn saffraankleurige textiel. Een andere belangrijke agrarische bezigheid in Loosdorf en de Wachau was de wijnbouw.

In het midden van 19e eeuw stopte men met het verbouwen van saffraan omdat de verffabrikanten toen op synthetische kleurstoffen overgegaan waren. De wijnbouw op de Mühlberg in Loosdorf stopte aan het eind van de 19e eeuw in verband met plantenziektes.

### De familie Von Loosdorf
Uit oorkonden uit de veertiende eeuw blijkt dat er in die eeuw een adellijk geslacht in Loosdorf woonde, dat zich Von Loosdorf noemde. Op een zegel bij een oorkonde uit 1366 van een Von Loosdorf staan een vos en een vogel, die vermoedelijk in het wapen van deze familie zaten. Een ander lid van deze familie, een zekere Agnes von Loosdorf, trad als zuster in bij een orde uit St. Pölten. Na de veertiende eeuw werd er niets meer van deze familie vernomen. Vermoedelijk is ze rond het eind van de veertiende eeuw uitgestorven.

### De heren Von Losenstein
In 1450 erfde de familie Von Losenstein uit Losenstein in Opper-Oostenrijk het kasteel Schallaburg van de familie Von Zelking, omdat Bernhard von Losenstein (13-1431) met Anna von Zelking was getrouwd. Bernard zelf was nog geen eigenaar van de Schallaburg. De rechten van parochie Loosdorf bleven echter tot 1546 in handen van de familie Von Zelking.

## Reformatie en renaissance in de 16e eeuw

### De nieuwe kerk van Loosdorf
Tussen 1529 en 1532 werd het kerkgebouw van de (toen nog katholieke) parochie Loosdorf door het Ottomaanse leger van Süleyman I verwoest en dat gebouw bleef jarenlang een ruïne. In 1546 verwierf Christoph von Losenstein, die onder andere het kasteel Schallaburg geërfd had, door een ruil de leen en erfvoogdij van de parochie Loosdorf. Hij verwierf daarmee ook het recht om de Pfarrer (pastoor of dominee) in Loosdorf te benoemen. Christoph von Losenstein was Luthers-gezind. Hij begon waarschijnlijk rond 1550 met de bouw van een nieuwe kerk in Loosdorf in renaissancestijl. Hij had ook het voornemen om een school in Loosdorf te bouwen, maar eind 1558 overleed hij onverwachts in Praag, waar hij was voor een bezoek aan het Habsburgse hof. Hij was getrouwd met Christina van Montfort, de dochter van een Poolse prinses, die hofdame bij de koningin, de vrouw van koning Ferdinand, geweest was en had goede connecties met het Habsburgse hof. Na zijn dood voltooide zijn zoon Hans Wilhelm von Losenstein de bouw van de kerk en installeerde in 1569 de predikant Balthasar Masko uit Silezië als dominee van Loosdorf. Dat is hij ruim 30 jaar gebleven.

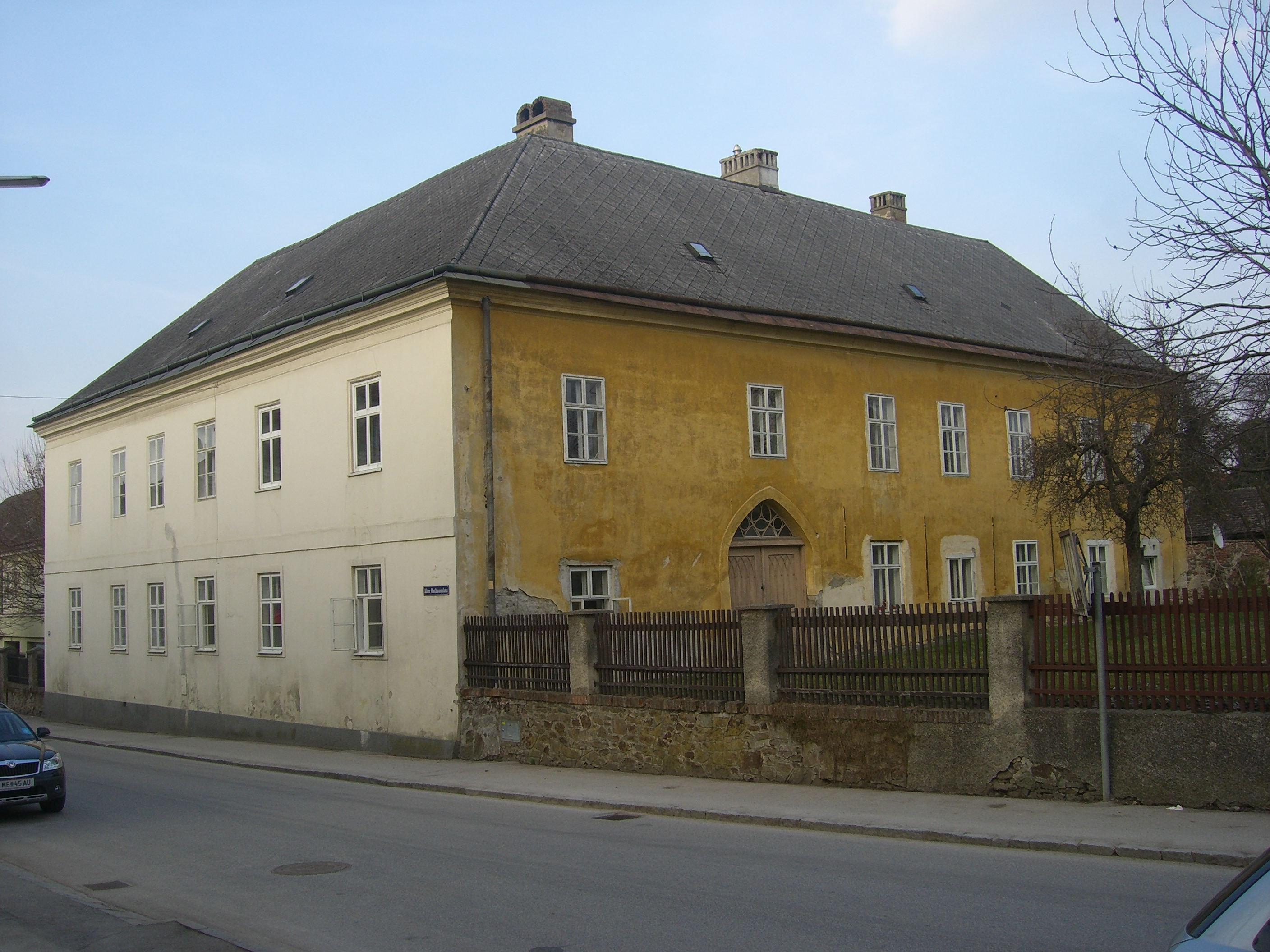
Het voormalige 16e-eeuwse gymnasium 'die Hohe Schule'

### Die Hohe Schule
In 1574 of iets eerder realiseerde Hans Wilhelm von Losenstein in Loosdorf de door vader geplande school op Lutherse grondslag, "die Hohe Schule" genaamd, die hij tot 1592 uit privémiddelen financierde. Het was een alternatief voor het katholieke gymnasium van de abdij van Melk, of andere burgerlijke, Latijnse scholen in andere plaatsen, zoals de stadsschool van Krems. Die Hohe Schule richtte zich met name op kinderen van de Lutherse, Oostenrijkse adel.

#### Die Loßdorffische Schulordnung
De statuten van de school ("die Loßdorffische Schulordnung) zijn in 1574 in Augsburg in Beieren gedrukt. Ze zijn geschreven in Vroegnieuwhoogduits en gedeeltelijk in Latijn. Er zijn twee originele exemplaren van "die Loßdorffische Schulordnung" bewaard gebleven. In 1974 werd in Loosdorf een herdruk van de 'Schulordnung' uitgegeven. De statuten staan bekend om hun hoogstaande pedagogische kennis en zijn een belangrijke bron voor de studie van de geschiedenis van de pedagogie in Oostenrijk. De Loosdorfse Schulordnung lijkt veel op de Schulordnung van het Lutherse gymnasium van Straatsburg, die waarschijnlijk gedeeltelijk als voorbeeld heeft gediend. Het onderdeel met de schoolregels is zelfs woordelijk hetzelfde als dat van het Straatsburgse gymnasium. Lijfstraffen waren verboden. Er waren drie of vier klassen en het schoolplan voorzag ook in een vijfde klas, maar het is niet zeker of die vijfde klas ook gerealiseerd is. Volgens het schoolreglement was de school bedoeld voor adellijke en niet-adellijke personen.
In hoofdstuk XI van de Schulordnung staat dat tien à twaalf arme, maar vlijtige jongens op algemene kosten voeding, aalmoezen en kleding zouden krijgen.
In de zestiende eeuw was een groot deel van de Duitse adel Luthers of Calvinistisch geworden, ook in Oostenrijk, zoals leden van de families Auersperg, Enenkel, Geyer zu Osterburg, Grabner, Hager, Jörger, Puchheim, Roggendorf, Von Rosenburg und Pottenbrunn, Starhemberg, Strein, Teufel von Guntersdorf, Tschernembel, Zelking, e.a. De Von Enenkels waren toen eigenaren van slot Albrechtsberg, en ook de Von Geyers op de Osterburg woonden dicht bij Loosdorf.
Het onderwijs werd in het Duits gegeven, wat toen een vernieuwing was, omdat de meeste andere scholen van die tijd Latijnse scholen waren, waar het onderwijs in het Latijn gegeven werd. Het godsdienstonderwijs werd in Loosdorf wel uitsluitend in het Latijn gedoceerd. Voor dit vak werd de Bijbelvertaling van Luther en de catechismus van Melanchthon gebruikt. Andere vakken op het lesprogramma van de "Loßdorffische Schulordnung" waren muziek, wis- en rekenkunde (aritmetica), aardrijkskunde, geschiedenis en Grieks. Er was geen officieel internaat bij de school, maar er woonde soms wel een aantal leerlingen in de school. De Schallaburg en Loosdorf werden centra van de reformatie in het aartshertogdom Oostenrijk beneden de Enns naast onder andere Horn, waar ook een protestantse school was. De school in Horn stond onder het patronaat van de adellijke familie Puchheim.

#### Amt Loosdorf
Op 14 september 1578 kocht Hans Wilhelm von Losenstein 'Amt Loosdorf' van graaf Ernst von Ortenburg voor dertien gulden, zes schilling twaalf. Hierdoor kreeg hij het recht om een aantal percelen landbouwgrond te verpachten. De pacht werd gedeeltelijk in natura betaald. Er werd graan, haver, rogge en saffraan verbouwd. Ook was er wijnbouw.
Vanaf 1580 kreeg Hans Wilhelm von Losenstein financiële problemen en moest hij landgoederen verkopen om zijn schuldeisers te betalen.

### Privileges vanaf 1584
In 1584 verwierf Loosdorf het marktrecht en in 1588 het recht om een wekelijkse markt te houden.

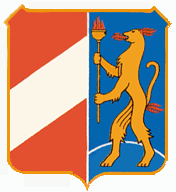
Het wapen van Loosdorf

In 1590 kreeg Loosdorf van Rudolf van Habsburg, toen aartshertog van Oostenrijk en tevens keizer van het Heilige Duitse Roomse Rijk, het privilege om een stadswapen te voeren, wat nog steeds het wapen van Loosdorf is. Het is een schild dat links rood is en rechts blauw. Op het rode deel zit een diagonale zilveren balk. Op het blauwe gedeelte staat een rechtopstaande gouden panter met een fakkel in zijn klauwen.
De panter is een symbool van de adellijke familie Von Losenstein, die oorspronkelijk uit Stiermarken kwam en zich later in Opper- en Neder-Oostenrijk vestigde.

### DeHohe Schulewordt eenLandschaftsschule
In 1592 werd de "Hohe Schule" een (toen) zogeheten "Landschaftsschule", dat wil zeggen een school voor de adel van het land Oostenrijk beneden de Enns. De school kreeg vanaf dat jaar subsidie van de protestantse heren- en ridderstand van Oostenrijk beneden de Enns (Nederoostenrijk). Het eerste jaar bedroeg de subsidie 600 gulden en 400 gulden extra na een visitatie. Het aantal leerlingen steeg naar 150. De staten van Nederoostenrijk steunden de school in Loosdorf omdat ze in 1591 de plannen voor een nieuwe Landschaftsschule in Wenen voorlopig in de ijskast hadden gedaan en ze in plaats daarvan bestaande scholen gingen steunen.
De protestantse Landschaftsschule van Wenen uit 1575/1576 was namelijk in 1578 op last van Rudolf II gesloten, omdat hij vond dat de leerlingen daar te veel leerden schelden. De Landschaftsschule van Wenen werd in 1578 in het geheim naar Horn verplaatst, waar ook een tweeklassige Latijnse school was en rond september 1578 naar Mistelbach. De school in Mistelbach ging anderhalf jaar later dicht wegens een besmettelijke ziekte. In 1598 werd de Latijnse school in Horn ook een Landschaftsschule met nu drie klassen en een jaarlijkse subsidie van 500 gulden, die tussen 1603 en 1607 tijdelijk verhoogd werd tot 1000 gulden. Er waren ook in andere landen of provincies Landschaftsschulen, zoals in Linz in Opper-Oostenrijk. Aan het eind van de zestiende eeuw werden echter veel van deze Landschaftsschulen in Oostenrijk gesloten.

## 17e eeuw
Hans Wilhelm von Losenstein stierf in 1601. Omdat hij geen kinderen had, erfde zijn neef Georg Christoph auf Losensteinleithen slot Schallaburg, de parochie en de school van Loosdorf, maar hij moest ook de hoge schulden die Hans Wilhelm had, in totaal 120.000 gulden, overnemen. In 1610 werd het aantal leraren van de school wegens geldgebrek teruggebracht van rond de zeven leraren naar een stuk of drie/vier.
Georg Christoph huwde met Anna von Stubenberg. Haar vader, heer Georg von Stubenberg, die tot de rijke adel van Stiermarken behoorde, nam in 1614 alle bezittingen van de Losensteiners over en betaalde de schuldeisers uit. Het werd moeilijker voor de standen van Neder-Oostenrijk om de Landschaftsschule te subsidiëren, omdat er geen geld meer voor was en daarom werd de subsidie gehalveerd. Georg von Stubenberg wou wel een lening verstrekken, maar alleen onder voorwaarde dat de standen van Oostenrijk beneden de Enns garant zouden staan, wat deze niet wilden en niet konden accepteren.

### Contrareformatie
In 1617 volgde Ferdinand II zijn neef Matthias op als aartshertog van Oostenrijk en koning van Bohemen en in 1619 als keizer van het Heilige Roomse Rijk. Hij voerde een politiek van contrareformatie (Gegenreformation). Benedictijnen uit de Abdij van Melk trachtten in de zeventiende eeuw de bevolking in hun omgeving weer terug te brengen tot het traditionele katholicisme. In 1618 brak in het noordelijke buurland Bohemen, waar Ferdinand II ook de vorst van was, een opstand uit die tot de Dertigjarige Oorlog leidde.

### Protestantse opstand
In 1619 belegerden protestantse opstandelingen uit Oostenrijk boven de Enns de abdij van Melk. De circa 2000 man voetvolk en 500 ruiters hadden voor de belegering hun kamp in Loosdorf opgeslagen. Keizerlijke troepen konden de abdij ontzetten. Ze verdreven niet alleen de opstandelingen, maar plunderden ook de Schallaburg en andere kastelen in de buurt. Loosdorf ontkwam ook niet aan plunderingen. Het (tegenwoordig eveneens in gemeente Loosdorf gelegen) kasteel Albrechtsberg, dat sinds 1606 eigendom van Ludwig von Starhemberg was, werd door keizerlijke soldaten in brand gestoken. Later werd dit kasteel ook onteigend, omdat Ludwig von Starhemberg aan de opstand van de protestantse adel had deelgenomen. Door de overwinning van de keizerlijke troepen werden de tijden werden moeilijker voor Oostenrijkse protestanten in Oostenrijk beneden de Enns. De school bleef nog een paar open, maar het aantal leerlingen daalde en de school raakte in financiële problemen. In 1627 werden de Lutherse school en de kerk gesloten krachtens een wet van aartshertog en keizer Ferdinand II. Het duurde tot 1640 voordat Loosdorf weer een Duitstalige school had, maar deze had nog maar twee klassen. Pas in 1860 werd dit uitgebreid tot drie klassen.
De eigenaar van de Schallaburg en een groot deel van Loosdorf Hans Wilhelm von Stubenberg bleef Luthersgezind ("evangelisch"). Vanaf 1650 wou hij naar Zuid-Duitsland emigreren, omdat hij dreigde te worden uitgezet vanwege zijn religieuze houding. Voor het onderwijs van zijn zoon had hij een privéleraar op de Schallaburg. In 1660 verkocht hij slot Schallaburg en zijn bezittingen in Loosdorf aan de katholiek Reichard Augustinus Kletzl von Altenach om naar Zuid-Duitsland te kunnen verhuizen.

### 1683
In 1683 was het Ottomaans-Turkse leger in Neder-Oostenrijk. Op 16 juli 1683 ontving abt Gregor van Melk een schrijven van Von Colobrath van de Schallaburg. Hij schreef dat hij en anderen de dag daarvoor in Loosdorf een groep van 50 ruiters van het Ottomaans-Turkse leger was tegengekomen. Na wat schermutselingen, waarbij twee man en een aantal paarden om het leven kwamen, kon hij vluchten. Zelf had hij alleen een boerenknol verloren. Hij schreef dat de Turken de Schallaburg, Albrechtsberg, Loosdorf en Sitzenthal inclusief de omliggende molens en zelfs de Lochau doorzocht hadden en dat de Turken eerder al veel dorpen in de as hadden gelegd en om te voorkomen dat dat ook met de resterende dorpen zou gebeuren had hij de Turkse ruiters aan willen vallen. Toen Oostenrijkse troepen de Turkse troepen in de gaten kregen, kwamen ze van Mautern aan de Donau naar Loosdorf, maar in plaats van dat ze de Turkse troepen aanvielen begonnen ze de dorpsbewoners te slaan en te plunderen en staken ze huizen in brand.
Op 28 juli 1683 worden diverse wapens van Albrechtsberg naar de abdij van Melk gebracht, om te voorkomen dat ze in handen van de Turken vallen.

## 18e eeuw
Rond 1730 werd een burgerhospitaal (de Sebastianikapele) gebouwd.
In 1734 kreeg de kerk van Loosdorf met onder andere de bouw van een kerktoren aan de westzijde een barok uiterlijk.
In 1762 verwierf Bartholomeüs Freiherr von Tinti slot Schallaburg met het patronaat over de parochie Loosdorf.
Het patronaat is later overgegaan op de abdij van Melk (Stift Melk).
Op 7 juni 1785 kwam het dekenaat Loosdorf, dat (net als Ybbs, Pottenbrunn en Ollersbach) bij het dekenaat Enns en bij het bisdom Passau hoorde, door de dekenaatshervorming van Joseph II bij het nieuwe bisdom Sankt Pölten.

## 19e eeuw
Op 9 november 1805 trok een leger van Napoleon over de weg door Loosdorf naar het oosten. Het leger overnachtte in de dorpjes Haunoldstein, Groß Sierning, Markersdorf en Haindorf ten oosten van Loosdorf.
In 1827 werd een schoolgebouw voor twee schoolklassen gebouwd, dat tot 1957 in gebruik bleef. De oude Volksschule stond op Bahnhofstraße 5-9, tegenwoordig Alter Rathausplatz, maar is inmiddels afgebroken.
In 1837 telde het plaatsje Loosdorf volgens Schweickhardt, een Oostenrijkse topograaf uit die tijd, 104 huizen en twee straten: de hoofdweg, toen de Linzerpoststraße geheten (nu de B1) en de zijstraat die naar de kerk leidt (nu Alter Rathausplatz). Er woonden 171 gezinnen met zo'n achthonderd inwoners (325 mannen, 397 vrouwen en 117 kinderen met de schoolleeftijd). Naast 58 paarden bestond de totale veestapel van Loosdorf in 1837 uit 4 ossen, 160 koeien, 191 schapen, 11 geiten en 260 varkens. Naast de boeren die aan akkerbouw, veeteelt, fruitteelt, saffraan- en wijnbouw deden, waren er ook diverse soorten handwerkslieden. Er waren een "Poststation" (een uitspanning waar de paarden en koetsiers van postkoetsen gewisseld konden worden), enkele "Gasthäuser" (herbergen of hotels), een bierbrouwerij en twee watermolens. Eén molen diende voor de houtzagerij en de andere molen was een papiermolen. Verder waren er de eerdergenoemde kerk en de school uit 1827. Er waren jaarlijks twee markten, één op 24 juni en één op 10 augustus. Ook werd er rond Loosdorf op wild gejaagd, o.a. op herten, hazen en patrijzen. De jachtrechten lagen bij de eigenaren van het slot Schallaburg. Verder werd er gevist in de Pielach.

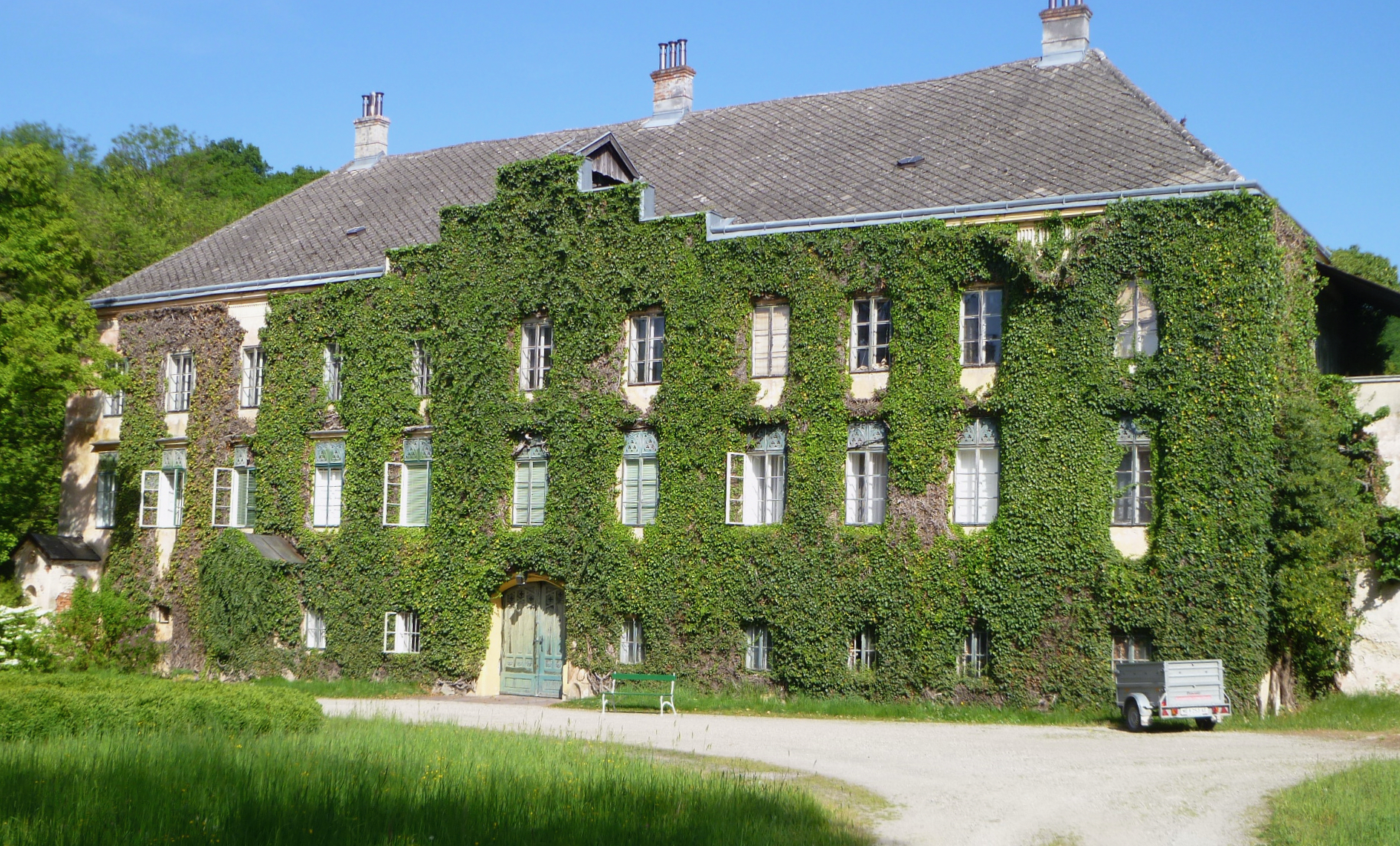
Slot Sitzenthal

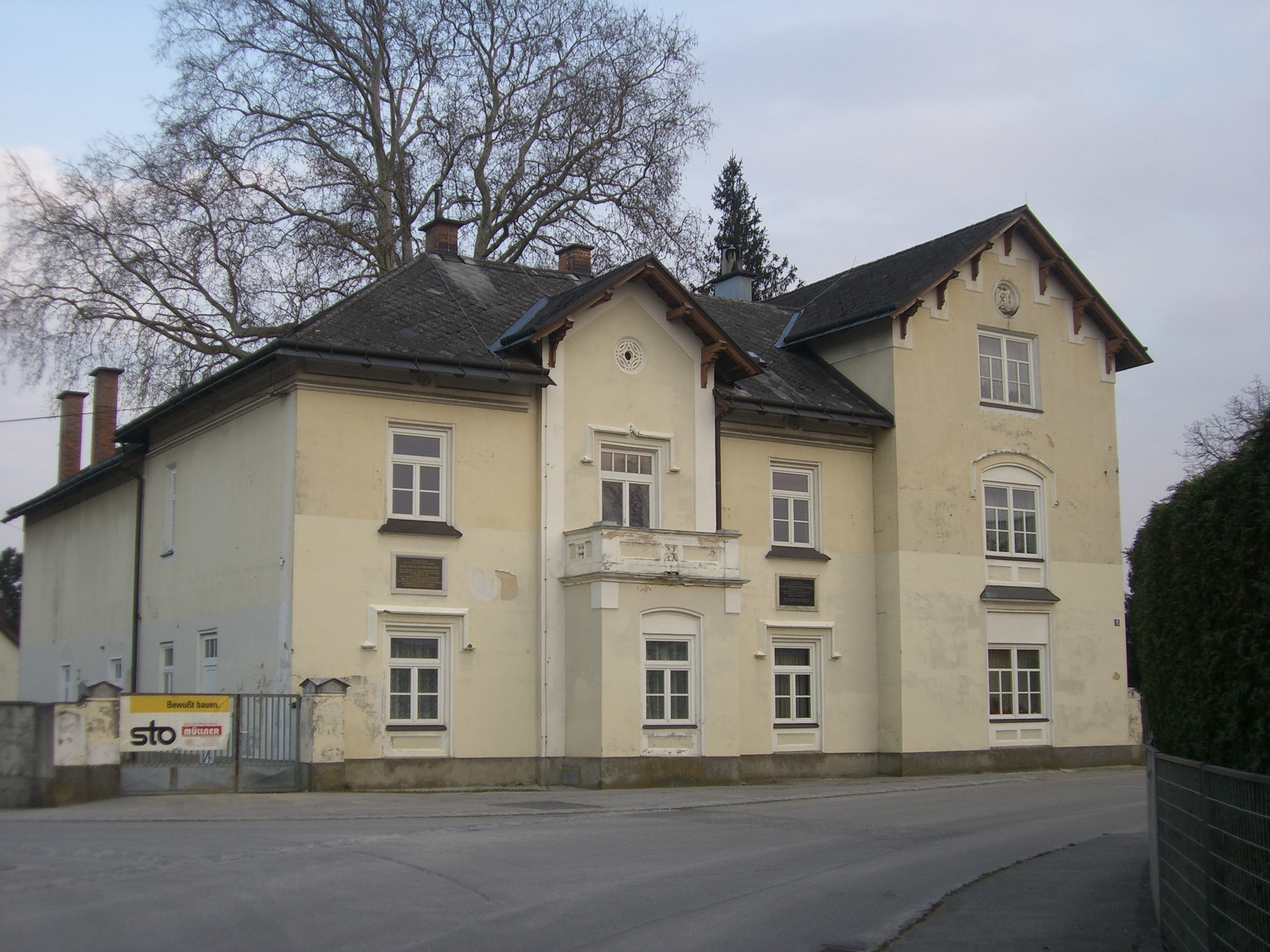
Het Ledóchowska-huis

### De familie Ledóchowski in Loosdorf (1843-1874)
In 1843 verwierf graaf Antoni August Halka-Ledóchowski een telg van de oude Poolse adellijke familie Halka-Ledóchowski, het kleine landgoed Sitzenthal bij Loosdorf. Na de vroege dood van zijn eerste vrouw verliet graaf Antoni Ledóchowski kasteel Sitzenthal en liet hij in 1862 in Loosdorf een herenhuis bouwen (het Ledochowska-huis), waar hij samen met zijn tweede vrouw, Josefine von Salis-Zizers, die hij in het renaissanceslot Albrechtsberg had leren kennen en de drie zonen uit zijn eerste huwelijk, ging wonen. In dit huis zijn de welbekende Maria Theresia, Julia (later als non Ursula geheten) Ledóchowska en hun broers Wladimir en Ignacy Ledóchowski geboren.
Door de bankencrash van 1873 verloor Antoni Ledóchowski het grootste deel van zijn vermogen. In 1874 verkocht de familie Ledóchowski hun huis in Loosdorf en verhuisde ze naar St. Pölten, waar Maria Theresia en Julia het gymnasium van de orde IBMV van de Englische Fräulein bezochten. In 1883 verhuisde Antoni Ledóchowski met zijn familie naar zijn nieuwvervorven landgoed in Lipnica, dat toen in Galicië lag. Twee jaar later overleed Antoni. Op 18 augustus 1886 trad Julia in bij de Ursulinnen van Krakau, waar ze een jaar later de naam Ursula Maria kreeg. Ze werd missionaris in Rusland en Scandinavië en stichtte een nieuwe congregatie. Op 18 mei 2003 werd ze heilig verklaard. Haar zus, Maria Theresia, stichtte de soladiteit tegen slavernij in Afrika, genoemd naar Petrus Claver. Zij werd in 1975 zalig verklaard. Zie ook onder:'"in Loosdorf geboren".

## Gemeente Loosdorf (1849-nu)
(Tot 1918 Keizertijd)
Na de revolutie van 1848 werd de horigheid in het aartshertogdom Oostenrijk beneden de Enns en elders afgeschaft. In 1849 werden Albrechtsberg en Neubach met Loosdorf verenigd tot een gemeente. In 1850 werd Matthias Wagner burgemeester van Loosdorf.
In 1858 kreeg Loosdorf vanwege haar relatief grote bevolking van ongeveer 900 inwoners een treinstation voor reizigers op de Westbahn. De remise van de keizerlijke salontrein kwam later ook in Loosdorf.
Tot 1861 was er op de kruising tussen de Reichsstraße (nu de B1) en de Marktbach een voorde. In 1861 werd de beek bij het kruispunt overdekt. Er bleef tot 1976 verderop in de Wachaustraße een open beek langs de weg lopen.
In 1871 werd de vrijwillige brandweer van Loosdorf opgericht.
In 1879 liet vorst Karl von Auersperg, toen de bezitter van kasteel Albrechtsberg, een ijzeren brug over de Pielach bouwen.
In 1892 werd een turnvereniging opgericht, die in 1893 opging in de "Deutsche Turnverein".
Op 13 november 1899 kreeg Loosdorf een politiebureau (toen in Reichsstraße 2, nu Linzer Straße).
Rond 1900 werd de wijnbouw in Albrechtsberg getroffen door de plantenziekten "druifluis" en "valse meeldauw", waarna de commerciële wijnbouw in Albrechtsberg gestaakt werd.
1914-1918 Eerste Wereldoorlog.
Oostenrijkers moesten in het koninklijke en keizerlijke leger van Oostenrijk-Hongarije dienen. Er was een aantal Russische krijgsgevangenen in Loosdorf, die onder andere hielp bij het dorsen.
1918-1938 (Eerste Republiek Oostenrijk)
In 1920 liet gemeente Loosdorf net als andere Oostenrijkse gemeenten eigen noodgeld drukken om de lokale economie draaiende te houden.
In 1924 werd op de plaats van het magazijn van Kaufhaus Luchinetti op Rathausplatz 16 een nieuw gemeentehuis gebouwd. Daarvoor was het gemeentehuis in een hoekhuis in Waagstraße 2 gevestigd.
In 1930 kwam tussen het gemeentehuis en de kerk een monument voor de soldaten uit Loosdorf die in de Eerste Wereldoorlog gesneuveld zijn.
12 maart 1938 - april 1945: nazitijd.
Op 12 maart 1938 trokken troepen van de Duitse Wehrmacht met pantserwagens en ander militair materieel Oostenrijk binnen en werden langs de weg met nazivlaggen en drommen toeschouwers begroet. Kort daarop volgde de Anschluss bij nazi-Duitsland. Als gevolg daarvan moesten Oostenrijkse mannen tijdens de oorlogsjaren in diverse onderdelen van het Duitse leger dienen, zoals de Wehrmacht of de kustwacht van de Duitse marine. Er waren ook Duitse soldaten bij Loosdorfers ingekwartierd.
Half april 1945 bereikte het Duits-Russische front het Mostviertel. Het zich terugtrekkende Duitse leger blies in Loosdorf de brug over de Pielach op. Ook andere bruggen werden kapotgeschoten om de Russische opmars te vertragen. Op 14/15 april 1945 nam het Rode Leger onder het commando van maarschalk Tolboechin St. Pölten in. Wat zuidelijker werd er nog bijna twee weken heftig gevochten tussen de Duitse Wehrmacht en het Russische Rode Leger, maar op 27 april 1945 hielden de gevechten langs het Duits-Russische front ten zuiden van de Donau op.
Van 1945 tot 1955 viel het noordoosten van Oostenrijk in de Russische bezettingszone. Een Loosdorfse knopenfabriek werd door de Sovjet-Unie in beslag genomen als Duits bezit (USIA) en moest knopen voor Russische uniforms maken. Er waren Russische soldaten bij Loosdorfers thuis ingekwartierd en de Schallaburg werd door het Rode Leger als kazerne gebruikt. Er kwam een noodbrug over de Pielach.
In 1948 plande men de bouw van een nieuw schoolgebouw voor de Volks- en Hauptschule, dat in 1952 gedeeltelijk in gebruik genomen werd.

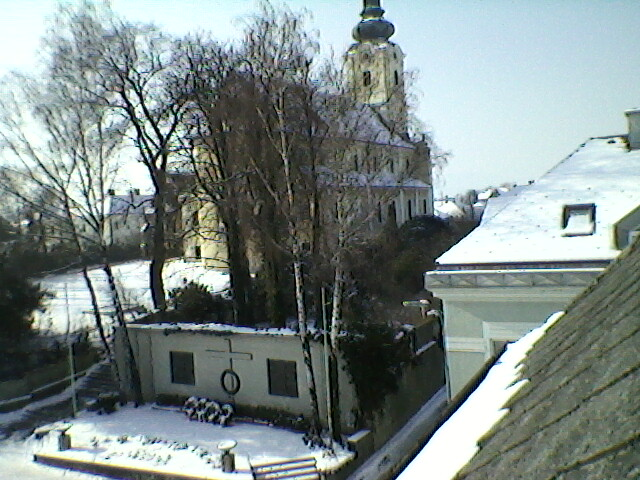
Monument uit 1962 voor de soldaten uit Loosdorf die in de Eerste en Tweede Wereldoorlog gesneuveld zijn, met daarachter de kerk van Loosdorf.

1955-heden (Tweede Republiek Oostenrijk)
Op 1 oktober 1960 werd het nieuwe schoolgebouw voor de Volksschule en Hauptschule officieel geopend.
In 1962 werd het monument voor de gesneuvelde soldaten uit Loosdorf veranderd, waardoor de gesneuvelde soldaten uit beide wereldoorlogen herdacht werden.
In 1967 werd in de Wachaustraße op nr. 69 de Oostenrijkse Ytong-fabriek geopend, die 150 arbeidsplaatsen bood.
In 1975 brak de noodbrug over de Pielach bij een grote overstroming, waardoor er een nieuwe brug over de Pielach gebouwd moest worden.
In 1976 werd de beek in de Wachaustraße, de Marktbach, overdekt tot aan zijn overgang in de Mühlbach, om de Wachaustraße te verbreden en geschikt te maken voor zwaarder verkeer.
In 1987 werd op de plaats van het oude gemeentehuis in Waagstraße 2 een brandweerkazerne gebouwd.
In de jaren 1990 verhuisde het gemeentehuis van (Alter) Rathausplatz 16 naar het "19er Haus" (Europaplatz).
De "Loosdorfer Taler" (sinds 2002)
In 2002 werd de Oostenrijkse Schilling afgeschaft en de Euro ingevoerd. Naast de Euro kwam er in Loosdorf de '"Loosdorfer Taler"', met een waarde van 10 euro, die alleen in Loosdorf als betaalmiddel bij Loosdorfse bedrijven gebruikt kan worden.
Op 1 maart 2011 nam de politie van Loosdorf een nieuw gebouw in Gewerbestraße 5 in gebruik.
Op 18 augustus 2013 werd een nieuwe brandweerkazerne geopend. De Loosdorfse brandweer komt behalve bij branden ook bij ongelukken op de West Autobahn (A1) in actie.

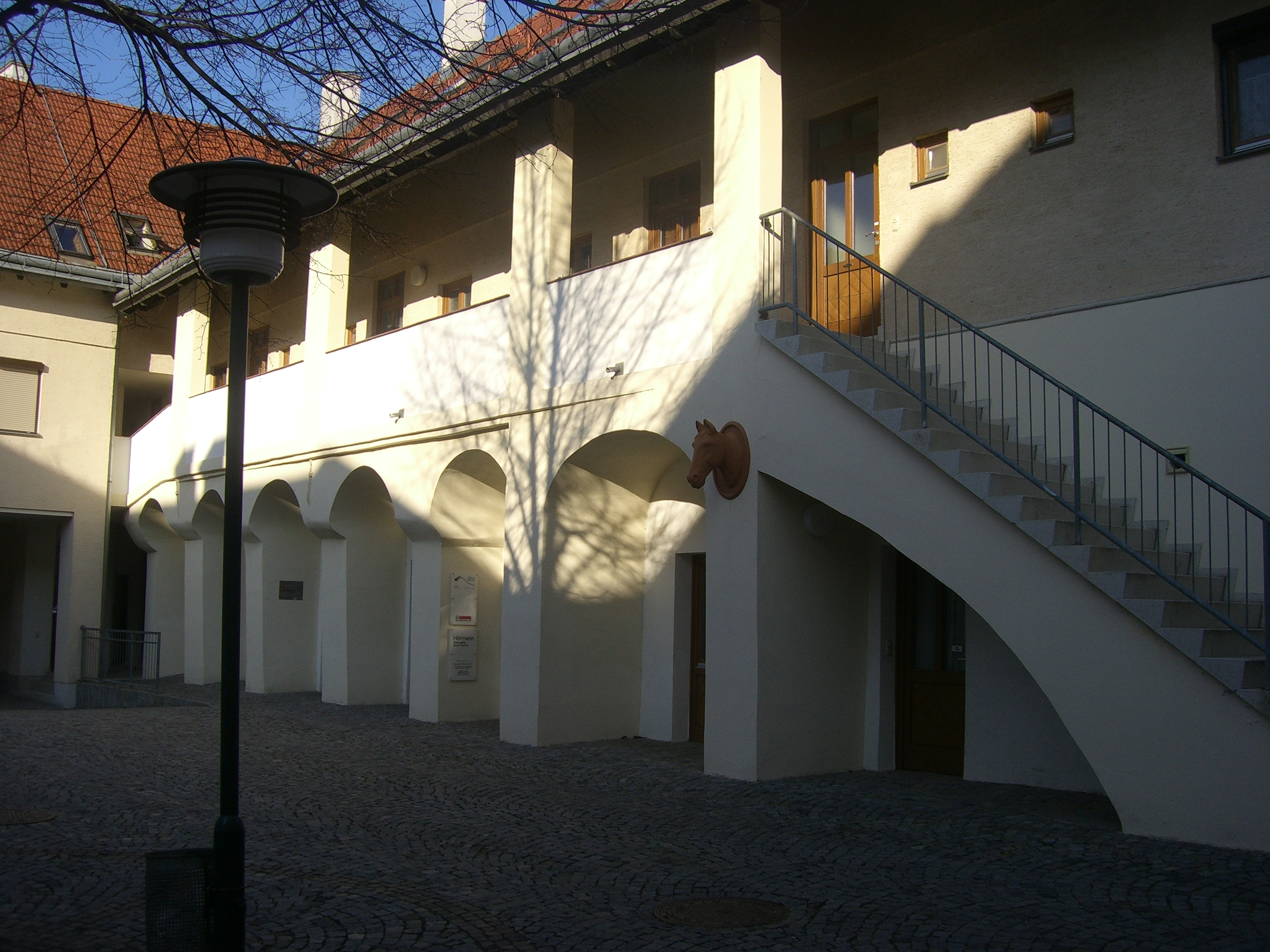
19er Haus, Europaplatz

## Burgemeesters van Loosdorf
| periode    | burgemeester van Loosdorf |
| ---------- | ------------------------- |
| 1850-1854  | Matthias Wagner           |
| 1854-1876  | Leopold Kotter            |
| 1876-1885  | Franz Hödl                |
| 1885-1904  | Friedrich Konetschny      |
| 1904-1919  | Josef Ebeseder            |
| 1919-1938  | Karl Haydn                |
| 1939-1945  | Gustav Schima             |
| 1945-1946  | Karl Haydn                |
| 1946-1949  | Josef Fischer             |
| 1950-1975  | Johann Schefbäck          |
| 1975-1986  | Franz Hofer               |
| 1986-2017  | Josef Jahrmann            |
| sinds 2018 | Thomas Vasku              |